# Fortbildung

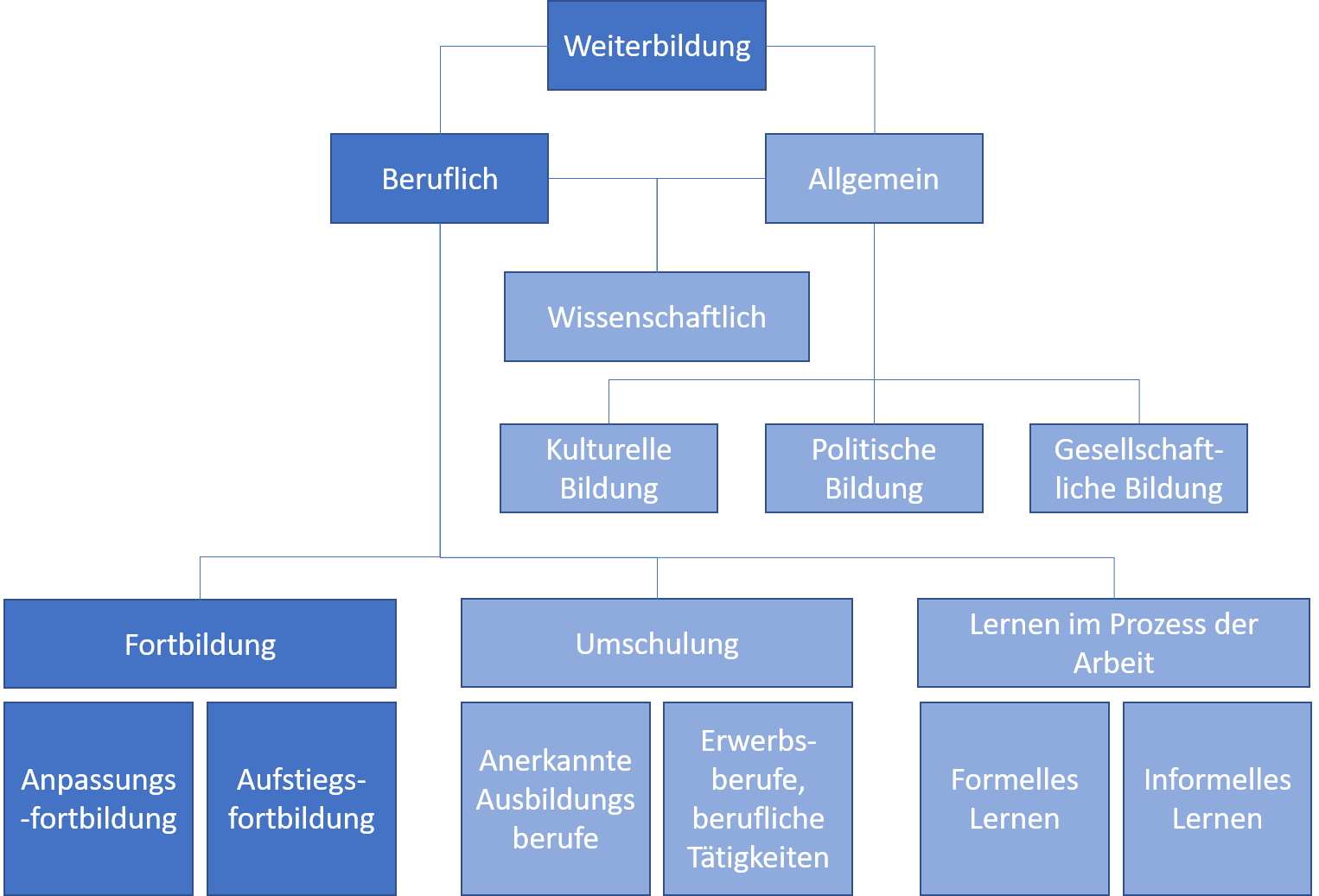
Weiterbildungsformen. Quelle: Bundesinstitut für Berufsbildung, Fortbildungsordnungen und wie sie entstehen..., 2013, Seite 12. Nach u. a. Dehnbostel, Peter: Berufliche Weiterbildung. Berlin 2008.

Die Fortbildung ist neben der Berufsausbildungsvorbereitung, der Berufsausbildung und der beruflichen Umschulung ein Teilbereich der Berufsbildung. Sie gehört zur beruflichen Weiterbildung.

## Regelungen in Deutschland
Nach § 1 des Berufsbildungsgesetzes (BBiG) zielt eine Fortbildung auf jene Qualifikationen, die bereits in einem Ausbildungsberuf erworben wurden. Sie sollen erhalten, erweitert, der technischen Entwicklung angepasst oder so ausgebaut werden, dass ein beruflicher Aufstieg möglich wird. Es wird unterschieden zwischen
- Erhaltungsfortbildung,
- Erweiterungsfortbildung,
- Anpassungsfortbildung und
- Aufstiegsfortbildung.

Die durch die Fortbildung erworbenen Qualifikationen werden meist durch Prüfungen nachgewiesen, die die zuständigen Stellen (meist Handwerkskammern oder Industrie- und Handelskammern) durchführen. Einige Fortbildungen sind durch bundesweit gültige Rechtsverordnungen, die von den zuständigen Bundesministerien erlassen werden, geregelt.
Als berufliche Aufstiegsfortbildung bezeichnet man zum Beispiel die von Facharbeitern besuchten Kurse, die zur Meisterprüfung führen, Kurse zur Vorbereitung auf Prüfungen zur Fachwirt-Qualifikation oder die Lehrgänge, die auf eine Prüfung nach der Ausbilder-Eignungsverordnung (AEVO) vorbereiten.
Eine besondere Form der Fortbildung sind Unterweisungen. So fordert § 12 Abs. 1 des Arbeitsschutzgesetzes, dass die Versicherten ausreichend und angemessen unterwiesen werden. Auslöser für eine Unterweisung sind zum Beispiel Einstellung oder Versetzung, Veränderungen im Aufgabenbereich oder Veränderungen in den Arbeitsabläufen.
Umgangssprachlich werden die Begriffe Fortbildung und berufliche Weiterbildung oft fälschlich als Synonyme verwendet. Berufliche Weiterbildung umfasst aber zum Beispiel autodidaktische Weiterbildung, Umschulungen und betriebliche Weiterbildungsmaßnahmen, die alle nicht zur Fortbildung im Sinne des BBiG zählen.

### Novellierung des Berufsbildungsgesetzes (BBiG)
Die Novelle des BBiG trat am 1. Januar 2020 in Kraft, dabei waren transparente Fortbildungsstufen für die höherqualifizierende Berufsbildung zentral, welche die Gleichwertigkeit von beruflicher Fortbildung und Studium besser sichtbar machen sollen. Damit können berufliche Abschlüsse die Bezeichnungen „Geprüfte/r Berufsspezialist/in“, Bachelor Professional oder „Master Professional“ tragen. Diese international verständlichen Bezeichnungen sollen die Mobilität für berufliche Aufsteigerinnen und Aufsteiger auf den weltweiten Arbeitsmärkten fördern.
Weitere Bestandteile der BBiG-Novelle sind eine ausbalancierte Mindestausbildungsvergütung, verbesserte Teilzeitregelungen, eine größere Durchlässigkeit bei „gestuften“ Ausbildungen sowie mehr Flexibilität für ehrenamtliche Prüferinnen und Prüfer.

## Finanzierung
Die berufliche Fortbildung findet zum Teil während der Arbeitszeit, zum Teil in der Freizeit, z. B. am Wochenende, statt. Der Arbeitnehmer beteiligt sich somit auch zeitlich. Arbeitgeber und Arbeitnehmer teilen sich häufig auch die Kosten. Grundsätzlich kann berufliche Fortbildung finanziert werden
- selten durch den Arbeitgeber,
- meist durch den sich weiterbildenden Arbeitnehmer selbst,
- mit öffentlichen Fördermitteln, z. B.
  - durch die Agentur für Arbeit, Förderprogramme der Bundesländer oder
  - durch die EU oder
  - durch eine Kombination daraus.

Öffentliche Förderung erfolgt, wenn bei veränderter persönlicher Eignung oder verändertem Arbeitsmarkt eine bessere individuelle Wettbewerbssituation erreicht werden soll. Eine Bewilligung öffentlicher Förderung bietet keine Gewähr für den substantiellen Wert der Bildungsmaßnahme.